# Чирх, Александр
Александр Чирх (Alexander Tschirch; 17 октября 1856 — 2 декабря 1939) — немецкий ботаник-анатом, фармаколог, профессор фармакогнозии в Берне.

## Биография
Родился 17 октября 1856 года в Губене; был первым сыном архидьякона Карла Адольфа Чирча (1815—1875). Его младший брат Отто Чирх (1858—1941) был немецким педагогом, историком и архивистом.
Получил фармацевтическое образование в Дрездене и в 1877 году начал работать в Бернской государственной аптеке. В 1878—1880 годах учился в Берлинском университете. В 1880 году получил лицензию на медицинскую практику, а в 1881 году — степень доктора в Фрайбургском университете. С 1890 по 1932 год был профессором фармации и фармакогнозии в Бернском университете; в 1908—1909 годах — ректор университета. С 1890 года — член немецкой академии наук Леопольдина.
Известен своими трудами по анатомии и физиологии растений и растительной химии, в особенности своими исследованиями по хлорофиллу («Untersuchungen über Chlorophyll», Берлин, 1884).

## Труды
- «Angewandte Pflanzenanafcomie» (Лпц., 1889);
- «Untersuchungen über das Chlorophyll» (Берл., 1884);
- «Indische Heil- und Nutzpflanzen» (Берл., 1892);
- «Die Harze und die Harzbehälter» (Лпц., 1900);
- «Anatomisches Atlas der Pharmakognosie und Nahrungsmittelkunde» (Лейпциг, 1900).

Чирх известен как большой знаток анатомии растений, а только что цитированный его объёмистый труд по анатомии растений, снабжённый массой редких рисунков, а также его анатомический атлас — весьма важные научные пособия для ботаников, медиков, фармацевтов и фармакологов.